# Die letzten Tage Europas
Die letzten Tage Europas ist ein vom Journalisten und Schriftsteller Henryk M. Broder 2013 im deutschen Albrecht Knaus Verlag veröffentlichtes EU-kritisches Sachbuch. Es trägt den Untertitel Wie wir eine gute Idee versenken.
Begleitende Artikel von Broder erschienen im August 2013 in der Boulevardzeitungen BILD (als dreiteilige Serie) und in der Welt sowie in der Weltwoche. In der ZDF-Talkshow Markus Lanz bewarb er im September 2013 sein Buch.

## Inhalt
Henryk M. Broder stellt in insgesamt 15 Geschichten die gegenwärtige Situation Europas dar. Er beschreibt zunächst „Wie ich Europa für mich entdeckte“ (Kapitel 1). Dafür geht er auch auf sein anfängliches Desinteresse für die europäische Idee ein. Auslöser für seinen Wandlung ist die Einführung der Energieeffizienzklasse C für Glühlampen durch die Europäische Kommission im 1. September 2012 gewesen. In „Gut, dass wir darüber gesprochen haben“ (Kapitel 2) schildert er den legislativen Verlauf der Entscheidung für Energiesparlampen in der EU. Auf die hohen Ausgaben der Europäischen Union geht er im Kapitel 3, „Man muss auch gönnen können“, ein. Kritik am Abstimmungsverhalten der Parlamentarier übt er unter der Überschrift: „Deswegen macht man es meistens am Wochenende“ (Kapitel 4). In „Wir leben in einer sehr glücklichen Zeit“ (Kapitel 5) geht er kritisch auf den Umgang der Politik mit der Finanzkrise ein. Das Thema Subventionen findet seinen Platz unter „Unterwegs im europäischen Förderdschungel“ (Kapitel 6). Es folgen die Kapitel „Omnipotente Phantasien impotenter Bürokraten“ (Kapitel 7) und „Das Nichts läuft auf vollen Touren“ (Kapitel 8), wo er vor allem auf die Umtriebigkeit der EU-Parlamentarier eingeht so z. B. auf Lothar Bisky (Die Linke). „Ein bisschen Frieden“ (Kapitel 9) handelt vom vermeintlichen Friedensprojekt der Europäischen Union. Es schließen sich die Themen „Frage dich, was du für Europa tun kannst“ (Kapitel 10), „Wann geht es dem Leberkäse an den Kragen?“ (Kapitel 11) und „Wir für Europa“ (Kapitel 12) an, bei denen es um die Verteidigung des deutschen Wohlstands geht. „Gelegenheit macht Diebe“ (Kapitel 13) nimmt Bezug auf die Verschwendungstendenzen in der EU-Bürokratie, auch durch die Einbindung externer Beraterfirmen. Ein eigenes Kapitel 14, „Die vereinigte Kirche von Europa“, nimmt Europa als eine Art Weltanschauung ein. Im letzten Kapitel 15, „Das Karussell Europa muss sich weiter drehen — oder ...?“, nimmt er Stellung zur Zukunftsfähigkeit der Europäischen Union.

## Rezensionen und Reaktionen
Eckhard Stuff vom Kulturradio (rbb) schreibt: „Henryk Broder sieht die große europäische Idee untergehen. Das Europa, in dem wir frei leben können, freien Handel treiben zum Wohle aller und vor allem das Europa, das sich durch Vielfalt auszeichnet, ja erst durch die Vielfalt seinen Charme erhält.“
In der Frankfurter Allgemeinen Zeitung hält der Rezensent Joachim Jahn den Autoren Broder für „provokant“ und „witzig“. Er spricht über „eine Fundgrube der Absurditäten“ und kann bei Broder keinen Nationalisten erkennen.
Mit den Worten: „Der Hohepriester des vernichtenden Wortes beschränkt sich nicht auf das Geißeln von Missständen – sondern überzeugt vor allem durch detaillierte Geschichtskenntnis und als glühender Verfechter der europäischen Idee.“ beschrieb das Feuilleton der Leipziger Volkszeitung das Buch.
Der österreichische Journalist Christian Ortner rezensierte das Buch in der Wiener Zeitung mit: „Was Broders Text von der handelsüblichen EU-Kritik angenehm abhebt, ist nicht nur der typische rotzfreche und herrlich erfrischende Broder-Sound, sondern vor allem die überhaupt nicht EU-feindliche Grundhaltung, von der aus er die Union kritisiert.“ Weiterhin führte er aus: Dass sich Broder dem Gegenstand seiner Kritik ohne allzu viel spezielles Vorwissen nähert [...], ist sowohl Schwäche als auch Stärke. Schwäche, weil seine Argumentation naturgemäß kaum neue Fakten oder Zusammenhänge beinhaltet; [...] Dafür, und darin liegt die Stärke des unvoreingenommenen Zugangs, eröffnet er immer wieder erfrischend neue Perspektiven auf den Gegenstand seines Interesses."
In der Basler Zeitung heißt es beim Rezensenten Hansjörg Müller: „Broder ist ein glänzender Polemiker, wie man im deutschen Sprachraum so leicht keinen zweiten finden wird. Eine Pointe jagt bei ihm die nächste. Darin liegt seine Stärke als Kolumnist, doch auf mehr als 200 Seiten kann sich bei der Lektüre bald einmal eine gewisse Ermüdung einstellen.“
Bei einer Autorenlesung im Zuge der Frankfurter Buchmesse 2013 kritisierte Hans Eichel (SPD), ehemaliger Bundesfinanzminister, dass Broder reine Polemik betreibe. Eichel sagte aber auch: „Das Elend Europa ist die Unfähigkeit der nationalen Regierungen sich zu einigen“ und „Die entscheidende Frage ist, ob wir fähig und willig sind, uns mit anderen trotz aller Unterschiede zusammenzufinden.“
Rainer Wieland (CDU), Vizepräsident des Europäischen Parlaments, kommentierte: „Broder bedient über die BILD-Zeitung populäre Ressentiments gegen Europa.“ Er führte weiter aus: „Die Thesen in Broders Buch gründen aber auf Halbwissen und bedienen zielgerichtet die Vorurteile vieler Menschen. Da will jemand auf dem Rücken Europas Kasse machen.“ und  „Mit Überschriften der Art ‚Wie wir eine gute Idee versenken‘ vergießt ein Publizist, der sonst mit Tiefgang gegen den Strich der öffentlichen Meinung bürstet, Krokodilstränen eines europaskeptischen Populisten.“
Wohlwollend wurde das Buch in weit rechts stehenden Medien wie beim neurechten Jugendmagazin Blaue Narzisse und beim islamfeindlichen Blog Politically Incorrect sowie von Udo Ulfkotte beim Kopp Verlag, der auch ein verschwörungstheoretisches Programm bedient, kommentiert.

## Bestsellerliste
Broders Buch befand sich auf Platz 16 der Spiegel-Bestsellerliste 43/2013 für Sachbücher.

## Ausgabe
- Henryk M Broder: Die letzten Tage Europas. Wie wir eine gute Idee versenken. Knaus, München 2013, ISBN 978-3-8135-0567-2.